# Aliyah Shipman
Aliyah Shipman, född 14 juli 2003 i Plantation, är en amerikansk-haitisk taekwondoutövare. 

## Karriär
2017 tävlade Shipman för USA vid panamerikanska ungdomsmästerskapen i San Jose och tog brons i 55 kg-klassen. Hon valde därefter att tävla för Haiti med målet om att kvala in till OS 2020 i Tokyo. I mars 2020 vann Shipman 67 kg-klassen vid den panamerikanska olympiska kvalturneringen i Heredia och kvalificerade sig för OS. USA:s olympiska kommitté motsatte sig dock att Shipman skulle få tävla för Haiti vid OS på grund av sin bakgrund tävlades för USA i ungdomstävlingar. Hennes kvalplats tilldelades slutligen istället till Lauren Lee.
I november 2022 tävlade Lee i 73 kg-klassen vid VM i Guadalajara, där hon blev utslagen i sextondelsfinalen av franska Althéa Laurin. I juni 2023 tävlade Lee i +73 kg-klassen vid VM i Baku, där hon blev utslagen i åttondelsfinalen av colombianska Gloria Mosquera. Följande månad tog Lee brons i +67 kg-klassen vid centralamerikanska och karibiska spelen i San Salvador. I oktober 2023 tog hon även brons i +67 kg-klassen vid panamerikanska spelen i Santiago.